# Palomera
Palomera – gmina w Hiszpanii, w prowincji Cuenca, w Kastylii-La Mancha, o powierzchni 50,07 km². W 2011 roku gmina liczyła 196 mieszkańców.